# Карадог ап Иестин

Герб отца Карадога

Карадог ап Иестин (Карадог сын Иестина; валл. Caradog ap Iestyn; около 1130 года) — 1-й Лорд Афана и сын последнего независимого правителя Гливисинга (Морганнуга), Иестина ап Гурганта.

## Биография
Он был сыном Иестина ап Гурганта, которого норманны предали, когда они напали на Моргануг около 1090 года. Подробный отчет о завоевании, приведен в «Истории», автора Дэвида Поуэла, около 1584 года, подтвержденно, как ни в каком другом источнике, однако ненадежный. О Карадоге есть только одно упоминание; он с его братьями, Грифидом и Горонуи, был обеспокоен в 1127 году в результате акта насилия, значение которого неясно. Но ясно, что после правления Иестина он получил от Роберта Фиц-Хэмона землю между Неддом и Афаном (и, возможно, больше) в качестве ленд-лорда, под верховным контролем Роберта, титул который будет сохранен его потомками в последующие поколения.
Возможно это Карадог построил замок в Аберафане рядом с нынешним местонахождением церкви Святой Марии.
Валлийские суб-лордства под сюзеренитетом нормандских лордов Гламоргана были предоставлены и другим членам семьи Иестина ап Гурганта. К Маредуду отошло лордство Мискин - его сын, Хивел, должен был сдать его Клерам в 1245 году. Кадваллон держал лордство Глинрхондда - его внук, Оуайн, был его последним валлийским лордом, поскольку до 1295 года Клэры также поглотил эту территорию. По словам Гиральда, этот Кадваллон был убит его братом Оуайном, который умер вскоре после этого.
Он был женат на Гуладис, дочери Грифида Дехейбартского. Ему наследовал его сын Морган.

### Семья
- жена  Гуладис верх Грифид, дети:
  - Морган, лорд Афан
  - Маредид, лорд Мискин
  - Оуайн
  - Кадваллон, лорд Глинрхондда